# جرمانوس الشمالي
جرمانوس الشمالي (1828 - 1895) هو مطران لبناني، ولد في سهيلة كسروان بمنطقة كسروان - جبل لبنان، نُصّب كاهنًا في 1855، ثم رُسِّم مطرانًا على حلب في 1888، ثم تولى رعاية تلاميذ مدرسة مارعبدا علميًا وروحيًا، وانتظم في سلك جمعية المرسلين اللبنانيين في دير الكريم في 1865.
عاش في لبنان، وسورية، وفلسطين، ومصر، وتوفي في مدينة جونيه شمالي بيروت.

## التعليم
بدأ حياته العلمية في بلدة عينطورة حيث تلقى مبادئ العربية والسريانية، ثم قضى عدة أشهر في مدرسة مار سركيس (ريفون) الإكليريكية، حيث تقوّى في الدروس السريانية، وانتقل بعدها إلى مدرسة مارعبدا هرهرية وقضى فيها سبع سنوات يتلقى العلوم الكهنوتية والفلسفة واللاهوت وعلوم العربية، وتبحر في أسفار الكتاب المقدس.

## مؤلفات
عمل على تنقيح كتاب «روضة الواعظ» تعريب: أنطون آصاف - مطبعة اليسوعيين - بيروت، وتنقيح بعض الكتب الطقسية بتقويم لغتها، مثل: خدمة القداس اليومية - الأفراميات.
- ديوان «نظم اللآلي للحبر الشمالي» - المطبعة المارونية - حلب.[4]
- لمحة العين وملحة الشماليين في الوعظ